# Desde Andalucía
Desde Andalucía es el 11º álbum de estudió grabado por la cantante española Isabel Pantoja. Fue lanzado al mercado bajo el sello discográfico RCA Víctor el 3 de mayo de 1988. El álbum, al igual que todas las canciones, fueron escritas y producidas por Juan Gabriel. La canción más destacada del álbum es el tema "Así fue" que hasta la fecha es uno de los más grandes éxitos de Isabel.

## Lista de Canciones
Todas las canciones escritas y compuestas por Juan Gabriel.

| Cara A |                           |          |  |
| N.º    | Título                    | Duración |  |
| 1.     | «Hazme Tuya Una Vez Más»  | 6:07     |  |
| 2.     | «Queriendo Y No»          | 5:14     |  |
| 3.     | «Ojos Azules Como El Mar» | 4:05     |  |
| 4.     | «Hoy Todos Mis Días»      | 8:13     |  |

| Cara B |                    |          |  |
| N.º    | Título             | Duración |  |
| 1.     | «Cuántos Días Más» | 4:18     |  |
| 2.     | «Así Fue»          | 5:25     |  |
| 3.     | «Luna Llena»       | 5:56     |  |
| 4.     | «Recordándote»     | 5:42     |  |
| 5.     | «Virgen Del Rocío» | 6:00     |  |

| CD  |                           |          |  |
| N.º | Título                    | Duración |  |
| 1.  | «Hazme Tuya Una Vez Más»  | 6:07     |  |
| 2.  | «Queriendo Y No»          | 5:14     |  |
| 3.  | «Ojos Azules Como El Mar» | 4:05     |  |
| 4.  | «Hoy Todos Mis Días»      | 8:13     |  |
| 5.  | «Cuántos Días Más»        | 4:18     |  |
| 6.  | «Así Fue»                 | 5:25     |  |
| 7.  | «Luna Llena»              | 5:56     |  |
| 8.  | «Recordándote»            | 5:42     |  |
| 9.  | «Virgen Del Rocío»        | 6:00     |  |

## Posicionamiento en las listas
| Lista (1988/1989)               | Máxima posición |
| ------------------------------- | --------------- |
| U.S. Billboard Latin Pop Albums | 1               |

### Sucesión y posicionamiento
| Predecesor: Boca rosa de Ángela Carrasco         | U.S. Billboard Latin Pop Albums — Álbum N°. 1 (Primera vuelta) 17 de diciembre de 1988 - 7 de abril de 1989 | Sucesor: Ricardo Montaner de Ricardo Montaner |
| Predecesor: Ricardo Montaner de Ricardo Montaner | U.S. Billboard Latin Pop Albums — Álbum N°. 1 (Segunda vuelta) 22 de abril de 1989 - 2 de junio de 1989     | Sucesor: Volver de Roberto Carlos             |
| Predecesor: Volver de Roberto Carlos             | U.S. Billboard Latin Pop Albums — Álbum N°. 1 (Tercera vuelta) 17 de junio de 1989 - 14 de julio de 1989    | Sucesor: Raíces de Julio Iglesias             |